# Popular Music (album)
Popular Music – koncert Marillion zarejestrowany podczas Marillion Weekend 2003. Zespół przeprowadził wśród fanów sondę, które utwory powinni zagrać podczas występu. Wideo z koncertu jest dostępne na DVD Wish You Were Here.

## Lista utworów

### CD 1
1. A Few Words for the Dead
2. Dry Land
3. When I Meet God
4. White Russian
5. Estonia
6. This Town
7. The Rakes Progress
8. 100 Nights
9. Sugar Mice

### CD 2
1. Berlin
2. Warm Wet Circles
3. That Time of the Night
4. Script for a Jester's Tear
5. This Strange Engine
6. The Space